# Соболи (Гомельская область)
Соболи (бел. Сабалі) — деревня в Бурковском сельсовете Брагинского района Гомельской области Беларуси.
В связи с радиационным загрязнением в результате катастрофы на Чернобыльской АЭС из Соболей в чистые места переселены 224 семьи.

## География

### Расположение
В 6 км на запад от Брагина, 34 км от железнодорожной станции Хойники (на ветке Василевичи — Хойники от линии Калинковичи — Гомель), 136 км от Гомеля.

### Водная система
Мелиоративный канал на востоке.

### Полезные ископаемые
Рядом с деревней есть месторождение глины.

## Транспортная система
Транспортные связи по просёлочной, затем автомобильным дорогам отходящим от Брагина.
Планировка состоит из длинной прямолинейной улицы меридиональной ориентации, параллельно которой на востоке проходит короткая прямолинейная улица. Жилые дома деревянные, усадебного типа.

## История
Известна с XIX века как деревня Брагинской волости Речицкого уезда Минской губернии. В 1850 году владение графини Ракицкой. В 1879 году отмечена как селение в Брагинском церковном приходе. Согласно переписи 1897 года в деревне было 60 дворов, 410 жителей, школа грамоты, 2 ветряные мельницы, кузница, корчма.
С 08 декабря 1926 года по 30 декабря 1927 года центр Соболёвского сельсовета Брагинского района Речицкого округа. В 1931 году организован колхоз «Октябрь», работал кирпичный завод (с 1930 года), 2 ветряные мельницы, кузница.
В Великую Отечественную войну на фронтах и в партизанской борьбе погибли 73 жителя, в память о которых в 1967 году в сквере возле школы поставлен обелиск.
В 1962 году к деревне присоединён посёлок Путиловик.
Соболи является центром колхоза «Путь к коммунизму». До катастрофы на Чернобыльской АЭС в деревне размещались лесопилка, мельница, швейная мастерская, средняя школа, Дом культуры, библиотека, детские ясли-сад, фельдшерско-акушерский пункт, ветеринарный участок, отделение связи, три магазина.
До 16 декабря 2009 года в составе Микуличского сельсовета.
В 2016 году в деревне Соболи построили крупнейшую в Белоруссии солнечную электростанцию Солар II.

## Население

### Численность
- 2004 год — 43 хозяйства, 79 жителей

### Динамика
- 1850 год — 23 двора, 187 жителей
- 1859 год — 32 двора, 191 жителей
- 1897 год — 60 дворов, 410 жителей (согласно переписи)
- 1908 год — 77 дворов, 483 жителя
- 1930 год — 90 дворов, 469 жителей
- 1959 год — 737 жителей (согласно переписи)
- 2004 год — 43 хозяйства, 79 жителей

## Известные уроженцы
- Соболенко Роман Карпович — белорусский писатель. Его именем названа улица в Брагине.